# Protomiltogramma seniorwhitei
Protomiltogramma seniorwhitei är en tvåvingeart som beskrevs av Yu. G. Verves 1979. Protomiltogramma seniorwhitei ingår i släktet Protomiltogramma och familjen köttflugor.
Artens utbredningsområde är Sri Lanka. Inga underarter finns listade i Catalogue of Life.